# Smeds Lars Olsson
Smeds Lars Olsson (i riksdagen kallad Olsson i Älvdalsåsen), född 22 september 1857 i Älvdalen, död där 28 oktober 1911, var en svensk lantbrukare och politiker. 
Smeds Lars Olsson, som kom från en bondesläkt, var lantbrukare och poststationsföreståndare i Älvdalsåsen i Älvdalen, där han också var kommunalt verksam. Han var gift 1880 med PerMatts Margit Olsdotter 1855-1927 och hade 8 barn.
Han var riksdagsledamot i andra kammaren 1903–1911 för Ovansiljans domsagas valkrets. I riksdagen tillhörde han Liberala samlingspartiet fram till 1908, men åren 1909–1911 betecknade han sig som högervilde. Olsson hade offentliggjort sina planer att han skulle lämna det liberala samlingspartiet i september 1908. Han var bland annat suppleant i bevillningsutskottet 1907–1909 och engagerade sig exempelvis i skogsvårdsfrågor.
Inför andrakammarvalet 1911 ställde Olsson upp i val i Kopparbergs läns norra valkrets som andra namn (efter Ollas Anders Ericsson) på en moderat lista men blev inte invald, då de moderata inte fick något mandat.